# União (Piauí)
União is een gemeente in de Braziliaanse deelstaat Piauí. De gemeente telt 43.135 inwoners (schatting 2009).

## Geboren
- Regina Sousa (1950), gouverneur van Piauí[1]